# Sabine Braun
Sabine Braun (Essen, 19 juni 1965) is een voormalige Duitse zevenkampster. Ze was tijdens haar sportcarrière driemaal wereldkampioene, tweemaal Europees kampioene en tweemaal Duitse kampioene in deze discipline. Hiernaast was ze ook een goed verspringster en hordeloopster. Zo won ze tweemaal de Duitse titel bij het verspringen (1985, 1986) en eenmaal op de 100 m horden (1992). Zij was de eerste Duitse atlete die aan vijf Olympische Spelen deelnam. Bij die gelegenheden veroverde zij eenmaal een bronzen medaille.

## Loopbaan

### Atletiekverenigingen
Braun begon haar atletiekcarrière bij TUSEM Essen, stapte in 1983 over naar LAV Düsseldorf en in 1987 naar LG Bayer Leverkusen en werd later lid van TV Wattenscheid.

### Olympische resultaten
In 1984 nam zij deel aan haar eerste Olympische Spelen, die van Los Angeles. Ze werd er zesde op de zevenkamp met 6236 punten en liet hierbij de Nederlandse Tineke Hidding achter zich, die zevende werd.
Acht jaar later was de Duitse, direct voorafgaand aan de Olympische Spelen van Barcelona, de sterkste van de wereld gebleken met haar PR van 6985, tevens een Duits record, gerealiseerd in het Oostenrijkse Götzis. Braun ging in Barcelona dus als favoriete van start, maar bleek geen partij voor regerend olympisch kampioene Jackie Joyner-Kersee uit de Verenigde Staten. Braun verloor de slag bij het verspringen, op welk onderdeel zij met 6,02 m ruim 60 cm onder haar prestatie van Götzis bleef, terwijl Joyner hierop 7,10 scoorde. Dat verschil maakte de Duitse op de overige onderdelen niet meer goed. Terwijl Joyner-Kersee voor de tweede achtereenvolgende maal op de Spelen boven de 7000 punten eindigde (eerste met 7044 punten), greep de Russische Irina Belova met 6845 punten naar het zilver en restte voor Sabine Braun, met een puntentotaal van 6649, de bronzen medaille, overigens haar beste olympische prestatie ooit.
Ook op de Spelen van 1996 in Atlanta en die van 2000 in Sydney was zij erbij een leverde zij op de zevenkamp met een zevende en een vijfde plaats verdienstelijke prestaties. Maar aan haar puntentotaal van 1992 kwam zij nooit meer.

### WK- en EK-successen
Op WK- en EK-toernooien was zevenkampster Sabine Braun aanzienlijk succesvoller. Haar eerste aansprekende titel veroverde zij op de EK van 1990 in Split, waar zij met 6688 punten de winst pakte. Die overwinning was een hele opluchting voor de Duitse, die na haar olympische prestatie in 1984 aanvankelijk in een neerwaartse spiraal was terechtgekomen, waar zij zich maar met moeite aan had weten te ontworstelen. "Na Los Angeles volgden twee jaren waarin ik zoveel ellende heb gehad, dat ik lang heb getwijfeld of ik nog verder wilde gaan. Eerst stierf mijn moeder aan kanker in 1986 en een jaar later mijn lievelingsvriendin Birgit Dressel na een onschuldige ingreep in een ziekenhuis. Daarnaast had ik een vreemde voetblessure, waarvan de doktoren niet wisten wat er precies aan de hand was. Alles bij elkaar waren dat twee verloren jaren voor mij", aldus Braun na haar overwinning in Split. De motivatie keerde daarna terug, doordat zij de beschikking kreeg over een uiterst vakkundige begeleidingsgroep en zij vervolgens, hierdoor gestimuleerd, haar trainingsinzet verhoogde. Na haar veertiende plaats op de Spelen in 1988 volgde het jaar erna een tweede op de wereldspelen voor studenten in Duisburg. Sabine Braun: "Ik heb weer plezier in de sport gekregen en nu is de grote uitdaging om eruit te halen wat erin zit."
Die positieve flow manifesteerde zich ook op de wereldkampioenschappen van 1991 in Tokio, waar zij met een score 6672 punten de verzamelde concurrentie ver voor bleef, een jaar later dus gevolgd door die bronzen olympische plak in Barcelona. In 1993 was het op de WK in Stuttgart alleen olympisch kampioene Joyner-Kersee die haar van het goud kon afhouden, maar op de EK van 1994 in Helsinki was zij opnieuw de beste. Haar tweede en laatste wereldtitel behaalde zij in 1997 in Athene, waarna zij op de EK van 2002 in München  voor de laatste keer eremetaal veroverde.         

### Einde atletiekcarrière
In de herfst van 2002 beëindigde zij haar carrière als atlete. In datzelfde jaar werd aan haar de Rudolf-Harbig-Gedächtnispreis uitgereikt.
Sabine Braun is openlijk lesbienne en woont samen met voormalig speerwerpster Beate Peters.

## Titels
- Wereldindoorkampioene vijfkamp - 1997
- Wereldkampioene zevenkamp - 1991, 1997
- Europees kampioene zevenkamp - 1990, 1994
- Duits kampioene zevenkamp - 1989, 1996
- Duits kampioene 100 m horden - 1992
- Duits kampioene verspringen - 1985
- Duits indoorkampioene verspringen - 1986

## Persoonlijke records
Outdoor
| Onderdeel    | Prestatie          | Datum            | Plaats            |
| ------------ | ------------------ | ---------------- | ----------------- |
| 100 m        | 11,58 s            |                  |                   |
| 200 m        | 23,60 s            | 2 juni 1985      | Zürich            |
| 400 m        | 55,03 s            |                  |                   |
| 800 m        | 2.09,41            | 9 juni 1984      | Mannheim          |
| 100 m horden | 13,05 s            | 20 juni 1992     | München           |
| hoogspringen | 1,94 m             | 1 augustus 1992  | Barcelona         |
| verspringen  | 6,76 m             | 28 juni 1997     | Frankfurt am Main |
| kogelstoten  | 15,08 m            | 3 augustus 1997  | Athene            |
| speerwerpen  | 51,59 m            | 22 augustus 1999 | Sevilla           |
| zevenkamp    | 6985 p (nat. rec.) | 31 mei 1992      | Götzis            |

Indoor
| Onderdeel    | Prestatie | Datum            | Plaats       |
| ------------ | --------- | ---------------- | ------------ |
| 800 m        | 2.17,45   | 9 maart 2001     | Lissabon     |
| 50 m horden  | 7,04 s    | 8 februari 1998  | Bad Segeberg |
| 60 m horden  | 8,08 s    | 22 februari 1997 | Dortmund     |
| hoogspringen | 1,86 m    | 7 maart 1997     | Parijs       |
| verspringen  | 6,49 m    | 15 februari 1998 | Sindelfingen |
| kogelstoten  | 14,39 m   | 7 maart 1997     | Parijs       |
| vijfkamp     | 4780 p    | 7 maart 1997     | Parijs       |

## Palmares

### verspringen
- 1985: 5e Wereldbeker - 6,62 m
- 1994: 5e Wereldbeker - 6,54 m

### vijfkamp
- 1997:  WK indoor - 4780 p
- 2001: 5e WK indoor - 4646 p

### zevenkamp
- 1983:  EK U20 - 6273 p
- 1984: 6e OS - 6236 p
- 1987: 18e WK - 5621 p
- 1988: 14e OS - 6109 p
- 1989:  Universiade te Duisburg - 6575 p
- 1990:  EK - 6688 p
- 1991:  WK - 6672 p
- 1992:  OS - 6649 p
- 1993:  WK - 6797 p
- 1994:  EK - 6419 p
- 1995: DNF WK
- 1996: 7e OS - 6317 p
- 1997:  Mehrkampf-Meeting Ratingen - 6787 p
- 1997:  WK - 6739 p
- 1998:  Mehrkampf-Meeting Ratingen - 6381 p
- 1999:  Mehrkampf-Meeting Ratingen - 6352 p
- 1999: 4e WK - 6497 p
- 1999:  IAAF World Combined Events Challenge - 19271 p
- 2000: 5e OS - 6355 p
- 2000:  IAAF World Combined Events Challenge - 19151 p
- 2002:  Mehrkampf-Meeting Ratingen - 6254 p
- 2002:  EK - 6434 p
- 2002:  IAAF World Combined Events Challenge - 18987 p

1983 Ramona Neubert ·
1987 Jackie Joyner-Kersee ·
1991 Sabine Braun ·
1993 Jackie Joyner-Kersee ·
1995 Ghada Shouaa ·
1997 Sabine Braun ·
1999 Eunice Barber ·
2001 Jelena Prochorowa ·
2003 Carolina Klüft ·
2005 Carolina Klüft ·
2007 Carolina Klüft ·
2009 Jessica Ennis ·
2011 Jessica Ennis ·
2013 Hanna Melnitsjenko ·
2015 Jessica Ennis-Hill ·
2017 Nafissatou Thiam ·
2019 Katarina Johnson-Thompson ·
2022 Nafissatou Thiam ·
2023 Katarina Johnson-Thompson